# Ariocarpus agavoides
Ariocarpus agavoides je majhna vrsta kakteje, ki raste v puščavah osrednje Mehike. Vrsto je najprej opisal Castaneda leta 1941 v Cact. Succ. Jour. 13: 98 kot Neogomesia agavoides, Anderson pa je leta 1962 premestil N. agavoides v rod Ariocarpus (Ariocarpus agavoides (Castenada) Anderson, (1962) Amer. J. Bot. 49: 615).
Ariocarpus agavoides je bil prvič odkrit na ravnih kamnitih apnenčastih tleh na 1200 m nadmorske višine blizu mestu Tule v mehiški državi Tamaulipas.
A. agavoides je ena izmed najmanjših vrst tega rodu. Leta 1941 jo je odkril M. Castaneda in jo opisal v novem rodu Neogomesia, ki ga je poimenoval po Marti Gomez, guvernerki kraja Tamaulipas. Rastlino oz. njeno rastišče je v naravi težavno najti, kadar ne cveti. Dolga leta po odkritju je bila rastlina med gojitelji praktično neznana. Sedaj so na voljo semena rastline kot tudi cepljenci. A. agavoides je za vzgojo ena izmed najlažjih vrst. Čeprav se v naravi pojavlja le v solitarni obliki, se v kultivaciji zaradi boljših rastnih pogojev pogosto razraste v skupine.
Otroci domačinov so Ariocarpus agavoides uživali kot sladkarijo.

## Izvor imena
Ime Ariocarpus izvira iz grških besed aria (vrsta hrasta) in carpos (plod), zaradi podobnosti ploda hrastovem želodu. Vrstno ime agavoides izvira iz imena Agave, zaradi oblike, ki spominja na agave.
Domača imena: agave cactus, magueyitio.

## Opis rastline
Zunanji del rastline raste le malo nad površino tal. Je zelenkasto rjava, pol okrogla, zravnana na vrhu, 2-6 cm visoka, 4-8 cm v premeru. Bradavice so različno dolge, pogosto mehke in upognjene, redko razporejene, stisnjene bazalno, ostre pri vrhovih in zravnane adaksialno. Niso vžlebljene, so rahlo ukrivljene navznoter, so 3-7cm dolge, 5-10 mm široke, več kot 4-krat daljše kot široke. Areole so nameščene 5-12 mm proč od konic bradavic, zaokrožene, 2-5 mm na vrhu. Bodic ni ali pa redko do 2, 2-4 mm dolge, belkaste. Cvet 3,5 - 4,2 cm v premeru, 2-5 cm dolg, zunanji periantni segmenti svetlo vijoličasti z zelenkasto belimi robovi,15-20 mm dolgi, 4-5,5 mm široki, robovi gladki, notranji periantni deli ločeni, temno vijoličasti, 20-25 mm dolgi, 5-10 mm široki. Steblo pestiča izstopa 2-3 mm preko prašnikov. Pestič bel, 1-2cm dolg. Brazd 5-8, 1-2,5 mm dolge. Plod rožnato rdeč do vijoličen, okrogel in podolgovat, 10-20 mm dolg, 5-12 mm v premeru.

## Gojenje
Rastline imajo gomoljast koreninski sistem in so zelo občutljivi na vlago. Dobro rastejo v odcednem ilovnatem substratu z minimalnim deležem humusa in apnenca. Substrat se mora pred ponovnim zalivanjem popolnoma osušiti. Rastline potrebujejo vodo v obdobjih poletne rasti. Prezimujemo jih popolnoma suhe, z najnižjo temperaturo 5 °C. Rastline v naravi prezimijo do -10 °C.

## Škodljivci in bolezni
Najpogostejši škodljivci pri gojenju so volnata uš in rdeči pajek. Od bolezni je najbolj pogosta koreninska gniloba, ki se običajno pojavi zaradi nepravilne sestave substrata ali prepogostega zalivanja rastlin.

## Ogroženost
Ariocarpus agavoides spada med ogrožene rastline in je zaščiten kot skrajno ogrožena vrsta z CITES APP I.
Ogroženost teh rastlin je občutna, predvsem zaradi nezakonitega zbiranja rastlin, obenem pa je izginjanje rastlin podvrženo še ostalim dejavnikom, kot so vpliv živine, kmetijstva, gradbeništva in erozije tal (prekomerno spreminjanje tal, bodisi zaradi vetra, vode, ledu in ostalih dejavnikov, ki neprestano spreminjajo obliko zemeljskega površja). 
Med poznavalci razmer velja mnenje, da bi bilo možno zaradi presenetljivo velike vzdržljivosti teh rastlin, A. agavoides še vedno najti na širšem območju. Možnost ohranitve vrste A. agavoides se je močno povečala z odkritjem dveh novih odročnih populacij blizu mesta San Luis Potosi.

## Varietete
- Ariocarpus agavoides var. sanluisensis Sotom. Arred., Sanchez Barra & Mart.Mend.

## Sinonimi
- Neogomesia agavoides Castaneda
- Ariocarpus agavoides forma mostruosa hort.
- Ariocarpus kotschoubeyanus ssp. agavoides